# Monica Companys
Pour les articles homonymes, voir Companys.
Monica Companys, d'origine catalane, est une actrice née sourde à Foix le 18 février 1956.
Elle est également la propriétaire de la maison d'édition Editions Monica Companys.

## Comédienne
Elle est comédienne dans des compagnies de Sourds d'Entendants, elle joue dans des spectacles tels que Les Enfants du Silence (de Mark Medoff), ou encore Sade Concert d'Enfer, Le Malade imaginaire (de Molière), Le Procès (de Kafka), Don Quichotte (de Cervantès), Œdipe, Les Chaises de Ionesco mis en scène par Philippe Adrien (Compagnie "Le Troisième Œil"),. 
Son rôle de La Vieille dans cette dernière pièce lui vaut le prix d'interprétation en 2012 au Festival d'Anjou.
Elle travaille avec Bruno Netter dans Chlore et Froissements de Nuits de Karin Serres et Dominique Paquet, mis en scène par Patrick Simon (Groupe 3-5-81).

## Pédagogue
Ancienne enseignante de l'Éducation nationale, elle est désormais formatrice indépendante. Elle est l'autrice de plusieurs ouvrages de référence dans le monde des sourds, tels que le dictionnaire 1200 signes, ABC... LSF, Planète des sourds, Fruits & Légumes, Un animal, des animaux, etc.
Elle est aussi à l'origine de CD et de DVD sur la pédagogie et sur l'apprentissage de la LSF (langue des signes française).

## Éditrice
Elle a créé en 1999 sa propre maison d'édition : "Les Éditions Monica Companys", qui est la référence en la LSF sur le marché français,.

## Vie privée
Monica était mariée avec Didier Flory. Elle a deux fils entendants, Sébastien et Gabriel, nés en 1978 et 1981. Elle vit actuellement à Angers.

## Auteur
Aux Éditions Monica Companys
- Couleurs
- Bon Appétit !
- Dictionnaire 1200 Signes
- ABC ... LSF
- LSF, Mode d'Emploi
- La France des Sourds
- AstroSignes
- Fruits-Légumes
- Un Animal, des animaux
- Planète des Sourds
- Fais moi Signe!
- Signe Avec Moi
- Bébé Signe
- Mémo 100 Signes
- Ah bon !
- Prêt à Signer
- La Sorcière Canimo
- L'ogre Comian
- La Fée Cinoam
- La LSF en 15 Etapes
- Parler en Signes
- Dis-le avec tes Mains
- Signes d'Amour pour Bébé
- Moi Sourd, et toi ?
- Collection 6 imagiers
- Collection 3 Elessef
- Encore !
- Les P'tits Signes
- Ferdinand Berthier
- Système Sourd
- Ma troublante rencontre avec un Sourd
- Youpi ! Mes parents sont Sourds
- J'ai 2 mamies très différentes
- Aide au Langage
- Jean le Sourd
- La fille de Jean
- Entre sourds et entendants
- Signe Particulier : Sourd
- Histoire de la pédagogie au XIXe siècle
- Pi, enquête aux pays des sourds
- Timy est Sourd
- Une journée de Timy
- Terre parmi les Courants
- Chlore et Froissements de Nuits
- Tu vois ce que je veux dire ?
- Voyager en Signes
- Le Zoo dans les Mains
- Bébé Signe chez Nounou
- Bébé Signe à la Crèche
- Les Surprises du Père-Noël
- Les Dragons Amoureux
- Laurent Clerc
- Le Manège du Dimanche
- CaricaSourds
- Ferdinand Berthier
- L'Oeil Sourd de la Commune
- Le Moulin Magique
- Une chenille très gourmande
- Terre parmi les Courants
- Bébé Fais-moi Un Signe
- Nounou Signe
- Ah bon !
- Ça va ?
- Passeport Signes
- Imagiers : Biberon, Maison, Jardin
- Bravo
- Bébé Rigolo
- Animaux
- Planète Signes
- Comptines en Signes
- Le Marché aux Signes
- Sur les Traces d'un Poilu Sourd
- Imagiers Collection Rouge: Content, Triste, Peur, Rigolo
- Imagiers Collection Orange: Gâteau, Bain, Chapeau, Cadeau
- Imagiers Collection Jaune: Main, Y, Index, Cinq
- Chat
- Dans les Bois
- Entre Sourds et Entendants
- Interprétations en Langue des Signes
- Le Chapeau des Sorcières
- Les Fantômes de Couleur
- Méli-Mélo

Aux Éditions IVT
- Que fait-on à l'école ?
- Le programme du mercredi
- L'arbre généalogique
- Attention danger !
- Les habitudes
- Sois poli
- Des goûts différents
- Un chemin à suivre